# A barátságos óriás
A barátságos óriás (eredeti cím: The BFG, vagyis The Big Friendly Giant) 2016-ban bemutatott amerikai élőszereplős, CGI technikával ötvözött fantasy-kalandfilm Steven Spielberg rendezésében. A filmet a Walt Disney Pictures készítette és forgalmazza. Alapjául Roald Dahl 1982-es Szofi és HABÓ című regénye szolgált.  A főszerepben Mark Rylance, Ruby Barnhill, valamint Penelope Wilton, Jemaine Clement, Rebecca Hall, Rafe Spall és Bill Hader látható.
A filmet Amerikában 2016. július 1-jén mutatták be, Magyarországon 2016. augusztus 24-én.
A film Steven Spielberg és a Walt Disney Pictures első közös produkciója.

## Cselekmény
A tízéves Sophie egy londoni árvaházban él, amelynek üzemeltetője gyakran rosszul bánik a gyerekekkel. Sophie éjszakánként a ház folyosóin bolyong, vagy a takaró alatt könyveket olvas. Amikor kintről zajokat hall, az ablakhoz megy, hogy megnézze, honnan jönnek. Egy hatalmas, fekete köpenybe öltözött alakot vesz észre, aki valamiféle vékony trombitát tart a kezében, amellyel édes álmokat fúj a gyerekszobákba. Sophie-t észreveszi az alak. A lány a takaró alá bújik, de az óriás benyúl hatalmas kezével az ablakon, megragadja Sophie-t, és elviszi az óriások birodalmába, mert attól fél, hogy Sophie beszélni fog róla a többi embernek, és azok levadásszák.
Sophie attól fél, hogy meg fogja őt enni, de kiderül, hogy az óriás barátságos hozzá (ő HABÓ, a HAtalmas Barátságos Óriás), és csak azért vitte el, mert látta és figyelte őt. Ők ketten hamar összebarátkoznak, de más oldalról veszély fenyegeti őket. Nem a barátságos óriás az egyetlen lény, amely az óriások földjén él. A többi óriás sokkal nagyobb és veszélyesebb. A barátságos óriással ellentétben ők embert is esznek, lehetőleg gyerekeket, és meg akarják támadni az emberek által lakott világot.
Ezért Sophie és az óriás tervet szőnek, hogy elmennek Anglia királynőjéhez, és megkérik, állítsa le ezt, és harcoljanak a gonosz óriások ellen. Sikerül meggyőzniük a királynőt, hogy segítsen nekik.
A történet azzal ér véget, hogy a gonosz óriásokat a hadsereg büntetésből egy távoli, lakatlan szigeten magukra hagyja, ahol csak uborkát találnak enni. Sophie viszont a Buckingham-palotában marad. Amikor felébred, már messziről meglátja a nagy, barátságos óriást, és jó reggelt kíván neki.

## Szereplők
| Szereplő       | Színész          | Magyar hang      |
| -------------- | ---------------- | ---------------- |
| A HABÓ         | Mark Rylance     | Schnell Ádám     |
| Sophie         | Ruby Barnhill    | Györke Laura     |
| A Királynő     | Penelope Wilton  | Bánsági Ildikó   |
| Mary           | Rebecca Hall     | Gubás Gabi       |
| Mr. Tibbs      | Rafe Spall       | Takátsy Péter    |
| Fleshlumpeater | Jemaine Clement  | Kálid Artúr      |
| Bloodbottler   | Bill Hader       | Horváth Illés    |
| Gizzardgulper  | Chris Gibs       | Borbiczki Ferenc |
| Meatdripper    | Paul Moniz de Sa | Faragó András    |

## Magyarul
- Szofi és a Habó; ford. Nagy Sándor; Móra, Bp., 1990
- A barátságos óriás; ford. Nagy Sándor; Kolibri, Bp., 2016